# Lycosa innocua
Lycosa innocua là một loài nhện trong họ Lycosidae.
Loài này thuộc chi Lycosa. Lycosa innocua được Carl Ludwig Doleschall miêu tả năm 1859.